# Penalva
Penalva é um município brasileiro do estado do Maranhão. Sua população estimada em 2019 foi de 38.470 habitantes. A cidade faz parte do pantanal maranhense, uma região da Baixada Maranhense que foi transformada na Área de Proteção Ambiental da Baixada Maranhense, por meio do Decreto Estadual nº 11.900, de 11 de junho de 1991.
Penalva é a capital dos lagos. No seu lago mais belo, o Formoso, encontramos uma ilha flutuante, a ilha do Formoso, que, durante o período chuvoso, se movimenta, deixando os desavisados presos nela. As pequenas ilhas, ao se deslocarem, formam uma espécie de cordão de isolamento com outros trechos de terra. Também conta com inúmeras variedades de peixes e aves da vegetação costeira.
Outro lago do município é o Lago Cajari, onde foi construída uma barragem para armazenar água para a estação seca e para a pesca. 
A cidade de Penalva é a quinta mais antiga do Maranhão e teve sua origem no sítio São Braz, que começou a ser povoada pelos padres jesuítas no início do século XVIII. Para catequizarem os índios Gamelas, que ocupavam os arredores do Lago Cajarí. Hoje, Penalva conta com dezenas de estabelecimentos comerciais: lojas de móveis e eletrodomésticos, casas lotéricas, restaurantes, distribuidoras de alimentos, farmácias, óticas, hotéis, clínicas particulares (para pequenos exames médicos), lojas de vestuários (roupas e calçados), lojas do ramo agropecuário, lojas de revenda de motocicletas, lojas de auto-peças, padarias, mercado público (conhecido como feira do Mercado Municipal), correspondentes bancários e financeiras, vários açougues, salões de beleza, armarinhos, escolas privadas, pizzarias, pequenas lanchonetes, e etc.  
Depois da cidade de Pinheiro e Viana, é a terceira maior cidade da região da Baixada Maranhense. É o segundo principal centro comercial e de serviços da Região dos Lagos Maranhenses. Seu centro comercial conta com agências do Banco do Bradesco, Agência dos Correios, além de 02 Agências Lotéricas.  
Sua economia gira em torno do comércio varejista e atacadista, agricultura (destaque para a produção de arroz e da farinha de mandioca), pecuária (destaque para a criação de gado), pesca artesanal e comercial e prestação de serviços em geral. O município é um importante membro da Região de Planejamento dos Lagos que compreende os municípios de Viana, Cajari, Matinha e Olinda Nova do Maranhão. (Lei Complementar 108/2007). O rio Pindaré-Mirim (também chamado de canal de Rio Pindaré), o mais importante da Baixada, tem como função conduzir a água do lago Cajarí para o mar e ocasionalmente permitir a entrada de água salgada procedente da baía de São Marcos, através das marés altas, trazendo cardumes para o lago. O lago do Cajarí é conectado ao rio Pindaré-Mirim por meio de pequenos rios.

## História
Ocupado em tempos pré-colombianos por tribos neolíticas lacustres construtores de aldeias sobre palafitas. Os vestígios dessas aldeias (milhares de esteios) recebem o nome de estearias. A principal estearia, localizada no lago Cajari (enseada do Quebra-Coco) era uma autêntica cidade lacustre com mais de 2 km de extensão e com uma população considerável.
A colonização começou com a chegada dos padres jesuítas no sítio chamado São Braz no início do século XVIII. Para catequizarem os indios gamelas, que ocupavam os arredores do lago Cajari, foi fundada a Missão de São José do Cajari.
Em 1785, o governador José Teles da Silva alterou o nome para São José Penalva. Segundo Adonae Marques Martins, os primeiros colonizadores do lugar onde hoje está localizada a atual cidade de Penalva foram membros da família Marques e Sá - Pompeu da Gama Marques, seus irmãos Joaquim Mariano da Gama Marques, José da Serra Marques e o amigo Cláudio de Sá. Em 1871, foi elevada à categoria de vila por ato de José da Silva Maia. Em 1915 passou a município na gestão do governador Herculano Parga.
No entanto, a completa autonomia só veio em 9 de dezembro de 1938 quando o município passou a sede de comarca que se instalou a 4 de dezembro de 1955. Nodzu Jansen de Melo foi o primeiro juiz e Rui Façanha de Sá o primeiro promotor.
Inicialmente, o poder municipal era exercido por prefeitos nomeados pelo governo estadual conhecidos como intendentes e com a queda da ditadura de Getúlio Vargas (1945) a redemocratização volta com a realização de eleições em dezembro de 1947.
Penalva representa inúmeras famílias brancas, favorecidas por colonizadores que receberam terras da coroa portuguesa.
Ainda destacam-se os títulos de família, os nomes, a exemplo dos Silva, Diniz, Amorim, e inúmeros outros de origem portuguesa.
Outros que adotaram nomes de árvores ou frutas: Pinheiro, Pinho, Oliveira e outros.

## Geografia
Está localizado na Baixada Maranhense, próximo das cidade de Viana e Pedro do Rosário. É uma cidade onde se desenvolvem substancialmente a agricultura e a pesca, sendo estas atividades apenas de subsistência.
Os cinematográficos campos verdejantes (observados nos meses de agosto, setembro, outubro, janeiro); as estearias – vestígios de aldeias pré-históricas (só visíveis em épocas de grandes secas). Devido a sua beleza e o ecossistema que depende dessa região, a cidade está dentro das áreas de proteção ambiental da Baixada Maranhense, estabelecida em 1991 pelo Estado do Maranhão.

## Cultura
Penalva, no período das festas juninas, tem musicalidade própria, o bumba-meu-boi e ainda mantém resquícios de um carnaval tradicional representado pelo ritmo cadenciado de suas escolas de samba: Vocalista, Pau D'Água, Beira Mar, Magníficos e União do Samba.

## Transporte
Tem como acesso rodoviário exclusivo pela Rodovia MA-216 e também por diversas estradas vicinais que passam por povoados como Jacaré do Maranhão e São Joaquim e que ligam o município à Pedro do Rosário e Monção, por exemplo. 
Por via fluvial, a cidade conta com o Porto Beira-Rio, onde diariamente atracam embarcações que fazem viagens para povoados (Jacaré do Maranhão principalmente) e também para municípios próximos. 